# Wilhelm Regel
Andreas Friedrich Wilhelm Regel (russisch Василий Эдуардович Регель, * 28. Novemberjul. / 10. Dezember 1857greg. in Sankt Petersburg; † 1. Dezember 1932 in Kaunas) war ein deutschstämmiger russischer Byzantinist und Historiker.

## Leben
Regel wurde als Sohn des aus Deutschland stammenden Botanikers und korrespondierenden Mitglieds der Russischen Akademie der Wissenschaften Eduard August von Regel geboren. Nach seinem Abschluss an der Reformierten Schule im Jahr 1875 studierte er bis 1880 an der Fakultät für Geschichte und Philologie der Universität Sankt Petersburg. Zu seinen wissenschaftlichen Lehrern gehörte der Slawist Wladimir Lamanski. Bis 1884 blieb er an der Universität und reiste anschließend geschäftlich vier Jahre lang durch verschiedene Länder Europas. Während dieser Geschäftsreise besuchte er an verschiedenen Universitäten Vorlesungen, so bei Theodor Mommsen, Wilhelm Wattenbach, Berthold Maurenbrecher und anderen. Nach seiner Rückkehr wurde er im August 1888 zum Privatdozenten an der historisch-philologischen Fakultät der Universität St. Petersburg ernannt. Diese Stellung hatte er bis Ende 1909. Hauptgegenstand seiner Vorlesungen war die Geschichte von Byzanz. Im Sommer 1889 reiste er für drei Monate nach Venedig und Wien, um in den dortigen Bibliotheken zu arbeiten. Als Ergebnis seiner Auslandsaufenthalte veröffentlichte er eine Reihe von Arbeiten zur byzantinischen Epigraphik und Paläographie.
1892 wurde er mit einer Arbeit zur Geschichte des Mittelalters О хронике Козьмы Пражского. Критическое исследование (Zur Chronik des Cosmas von Prag. Eine kritische Studie) promoviert.
Von 1894 bis 1899 war er zusammen mit W. G. Wassiljewski Herausgeber des Periodikums Византийский Временник (Die byzantinische Epoche). Nach dem Tod von Wassiljewski wurde er 1899 auf Bitte der Akademie Redakteur der Zeitschrift. Diese Funktion hatte er bis 1915.
1898 wurde er als korrespondierendes Mitglied in die Akademie der Wissenschaften in St. Petersburg aufgenommen.
Anfang 1913 wechselte er an die Kaiserliche Universität Dorpat, wo er zunächst außerordentlicher und ab August 1914 ordentlicher Professor wurde. 1917 wurde er emeritiert.
Aufgrund der deutschen Besetzung des Baltikums während des Ersten Weltkriegs wurde zwischen Juli und September 1918 die Universität Tartu nach Woronesch verlegt. Regel wurde 1918 der erste Rektor der Staatlichen Universität Woronesch, das Amt bekleidete er bis 1925. Anschließend wurde er Direktor des Museums für Altertümer und Schöne Künste der Universität.
Sein Sohn Constantin Andreas von Regel (1890–1970) war ein bekannter Botaniker.